# 大龙洞河
大龙洞河，又名汇水河，位于中国广西壮族自治区中部南宁市上林县，是清水河左岸支流，发源于上林县镇圩瑶族乡怀因村岩桑屯，东流至佛子村转东南流入大龙洞水库，出库后东南流至澄泰乡洋渡村东注入清水河。河长59千米，平均比降2.32‰，流域面积760平方千米。